# خشم مقدس (ترانه)
خشم مقدس (به انگلیسی: St. Anger) اولین تک‌آهنگ از آلبوم خشم مقدس گروه موسیقی هوی‌متالِ امریکایی،متالیکا، می‌باشد که در سال ۲۰۰۳ توسط کمپانی الکترا منتشر شده‌است. این آهنگ در در ۴۶اُمین مراسم سالیانه جوایز گرمی؛ جایزهٔ بهترین اجرای متال را برنده شد. موزیک ویدئوی این آهنگ نیز در سال ۲۰۰۳ نامز دریافت بهترین موزیک ویدئوی راک از سوی ام‌تی‌وی شده بود که ویدئوی لینکین پارک با نام «جایی که به آن تعلق دارم» این جایزه را برنده شد.